# Herbert Olivecrona
Herbert Olivecrona (Visby, 1891. július 11. – Stockholm, 1980. január 15.) svéd professzor, agysebész, jéglabdajátékos. Axel Olivecrona békebíró és Ebba Christina Mörner af Morlanda grófnő fia, Karl Olivecrona jogászprofesszor testvére, az író és újságíró Gustaf Olivecrona apja volt.

## Élete
A középiskolát Uppsalában végezte, 1909-ben az ottani egyetemen kezdte meg orvosi tanulmányait, majd 1912-ben Karolinska Intézetben, Stockholmban folytatta. Ott is diplomázott le, 1918-ban. Diplomája megszerzése előtt két évig alorvos volt az Intézet patológiai osztályán, majd egy évig a dortmundi városi kórházak patológiai intézetében, 1918-ban a lipcsei egyetem sebészeti klinikáján, majd 1919-ben Stockholmban a Serafim Kórház (Serafimerlasarettet) sebészeti osztályán is. 1919-ben elnyert egy amerikai–skandináv alapítványi ösztöndíjat és egy évnyi tapasztalatszerző munkát a baltimore-i Johns Hopkins Hunterian magánkórház laboratóriumában. Azalatt tanulmányozta a William Stewart Halsted sebészeti klinikáján folyó munkát is. 1920-ban visszatért Stockholmba és folytatta tevékenységét a Serafim Kórház sürgősségi osztályán. Harvey Cushing hívta meg „látogatóasszisztensnek” a párizsi Pierre Marie Klinikára, de nem engedhette meg magának, hogy két évig külföldön éljen, bevétel nélkül.
Mivel akkoriban ő volt az egyetlen olyan sebész Stockholmban, aki érdeklődött az agytumorok iránt, számos ilyen műtétet hajtott végre az elkövetkező években. Sikerét Erik Lysholm kimagasló röntgenorvos munkájára alapozta, aki először készített megbízható ekhoenkefalográfiát és ventrikulográfiát. 1929-ben egy hónapig megfigyelőként részt vett Cushing műtétein, akinek 1930-ban végül az asszisztense is lett.
Ugyanabban az évben sebészfőorvos-helyettesi megbízatást kapott a Serafim Kórházban, egy kb. ötvenágyas saját osztállyal, amelyet kizárólag idegsebészeti esetekben használtak. 1935-ben a Karolinska Idegsebészeti Intézet professzora lett, amely akkor az idegsebészet vezető intézete volt Európában. Ezt az állást egészen nyugalomba vonulásáig, 1960. július 1-jéig megtartotta.
1960 októberében meghívást kapott az egyiptomi kormánytól, hogy szervezzen egy idegsebészeti egységet Kairóban. Két alkalommal is ott töltött hat hónapot.  Hazatérése után három évig írta az Idegsebészeti Klinika kézikönyvét (Handbuch der Neurochirugie).
Nyugalomba vonulása után néhány évig még magánrendelést is tartott fenn, Stockholmban.

## Tudományos eredményei, hatása
Olivecrona az elsők között kezdett rendszeresen agyi érgomolyagokat (arteriovenózus malformációk) operálni. Az idegsebészet abban az időben még fiatal diszciplinának számított, meglehetősen kezdetleges eszközökkel és módszerekkel, aminek eredményeként a műtéti mortalitás elérte az 50%-ot is. Tekintve, hogy a bipoláris koagulációs technika még nem állt rendelkezésre, a műtét közbeni, vagy a posztoperatív utóvérzés az idegsebészek legnagyobb, rettegett ellenségének számított (és az maradt mind a mai napig). Ilyen műtéti tapasztalatok késztették tanítványát, a fiatal Lars Leksellt kevésbé invazív módszerek keresésére a koponya megnyitása nélkül. Ehhez azonban szüksége volt a koponyán belüli célpontok háromdimenziós helyzetének és kiterjedésének pontos (térbeli) meghatározására. Leksell professzor (aki utódja lett a Karolinska Egyetem idegsebészeti tanszékén) nevéhez fűzôdik 1951-ből a sugárkezeléses agysebészet, vagy „radiosurgery” terminológia.

## Elismerései
- Nemzetközileg ismert idegsebész, a modern agysebészet egyik úttörője, a Karolinska Intézet professzora 1935–1960 között.
- Tagja volt számos európai, skandináv és amerikai társaságnak.
- Elnyerte a tiszteletbeli egyetemi tanári címet az Athéni- és a Kölni Egyetemen.
- A minnesotai Gustavus Adolphus Egyetemtől pedig a tiszteletbeli D. Sc. (nagydoktori) címet kapta meg.

## Művei
- Die Chirugische Behandlung der Gehirntumoren, 1927
- Über die Anwendung der Elektrocoagulation bei Gehirntumoren,  Münchener medizinische Wochenschrift, 1930/6-7.
- Congenital arteriovenous aneurysms of the carotid and vertebral arterial systems
- An experimental study of the circulatory failure in peritonitis
- Handbuch der Neurochirurgie. Reihen-Hrsg.: Krenkel, W., Olivecrona, Herbert, Tönnis, Wilhelm, 1960, ISSN 0438-5209[10]

## Érdekességek
- Fiatalkorában a később világhírű agysebészprofesszor 1912-ben a svéd jéglabdabajnokságban döntőt játszott csapatával, az IFK Uppsalával, s bár a meccs döntetlennel zárult, elnyerték a bajnoki címet. „Gyors és ügyes szélső, erő van az ütőjében” – így hangzott a vélemény Olivecronáról mint hokijátékosról.
- 1936-ban, miután agydaganatot diagnosztizáltak Karinthy Frigyesnél, megműtötte a híres magyar írót, aki ezután erről részletesen beszámolt Utazás a koponyám körül című regényében.

## Külső hivatkozások
- Életrajz (angol)

## Fordítás
- Ez a szócikk részben vagy egészben  a   Herbert Olivecrona című angol Wikipédia-szócikk ezen változatának fordításán alapul.  Az eredeti cikk szerkesztőit annak laptörténete sorolja fel. Ez a jelzés csupán a megfogalmazás eredetét és a szerzői jogokat jelzi, nem szolgál a cikkben szereplő információk forrásmegjelöléseként.
- Ez a szócikk részben vagy egészben  a   Herbert Olivecrona című német Wikipédia-szócikk ezen változatának fordításán alapul.  Az eredeti cikk szerkesztőit annak laptörténete sorolja fel. Ez a jelzés csupán a megfogalmazás eredetét és a szerzői jogokat jelzi, nem szolgál a cikkben szereplő információk forrásmegjelöléseként.